# Journal of the Asiatic Society, Science
Journal of the Asiatic Society, Science (abreviado J. Asiat. Soc.) es una revista ilustrada con descripciones botánicas que es editada en Calcuta (India) desde el año 1951 hasta ahora. Fue precedida por Journal of the Asiatic Society of Bengal.

## Publicación
- 3rd series, vols. 17-24, 1951-1958;
- 4th series, vol. 1+, 1959+